# I visitatori 3 - Liberté, egalité, fraternité
I visitatori 3 - Liberté, egalité, fraternité (Les Visiteurs : La Révolution) è un film del 2016 diretto da Jean-Marie Poiré.
La pellicola è una produzione franco-ceco-belga; è il terzo episodio della trilogia iniziata con il film I visitatori (1993) seguito dal secondo episodio I visitatori 2 - Ritorno al passato (1998).

## Trama
Goffredo l'Ardito e Jean Cojon sono impegnati in una sortita nei boschi, nella loro epoca, ma si scopre essere tutto un sogno di uno dei soldati di Goffredo, intento a cercare il suo Signore. Egli è infatti rimasto bloccato, assieme al suo fidato compagno, nel 1793, nel pieno della Rivoluzione Francese. I due, prigionieri di un discendente del "Marpione", entrano così in contatto con le personalità più famose del periodo: Robespierre, Marat e Danton e con i vari nobili decaduti tra cui il tanto "vituperato" Gonzaga, considerato dai Montmirail del presente il vero e proprio personaggio importante della famiglia, ma che ai delusi occhi di Goffredo non sembra altro che un codardo voltafaccia incline all'adulterio e alla mondanità. Anche un'antenata di Ginette vive come "faccendiera" nel palazzetto attorno a cui tutti i personaggi ruotano. In un primo momento, Goffredo ritiene così che Dio l'abbia messo di fronte all'ennesima prova e lo abbia condotto in quell'epoca perché la sua missione sarebbe quella di rimettere il Delfino sul trono di Francia. Compresa l'impossibilità dell'azione vista la penuria di soldati, di armi e di convinzione da parte dei suoi "familiari", Goffredo rinuncia all'obiettivo tentando, invece, di contattare un buon mago che rispedisca lui e il suo scudiero a casa. Conoscono quindi i discendenti del mago Eusebius, che li aveva iniziati al viaggio nel tempo, grazie ai quali tornare indietro "al tempo dei Cavalieri", seppur Goffredo abbia bisogno di ingannare il povero Jean Cojon con la promessa di tornare "al tempo delle carcasse", ossia nel 1992. Prima che i soldati repubblicani riescano a trovarli e giustiziarli, i due sventurati insieme al mago riescono a bere la pozione e svanire nei corridoi del tempo. Destatosi dal trauma, Goffredo riconosce i boschi di Montmirail e il suo imponente maniero sul quale, però, campeggia la bandiera nazista. Il mago ha sbagliato ancora portandoli nel 1943 e, nel tentativo di penetrare indisturbati nel castello, viene catturato dai tedeschi. Goffredo e Jean Cojon, invece, entrano in contatto con i partigiani francesi che li portano con sé nel tentativo di capire come sfruttarli. Inizia così una nuova tragicomica avventura.

## Produzione
Solo 3 attori dei 2 film precedenti recitano in questo terzo episodio, Christian Clavier, Jean Reno e Marie-Anne Chazel, ma solo Reno e Clavier reinterpretano il proprio personaggio, rispettivamente Godefroy de Montmirail e Jacquouille la Fripouille. Questi sono circondati da nuovi protagonisti interpretati da Franck Dubosc, Karin Viard, Sylvie Testud, Ary Abittan, Alex Lutz e Pascal Nzonzi. Come nei precedenti episodi, Christian Clavier e Jean Reno sono gli attori protagonisti.
Girato tra aprile e giugno 2015 in Repubblica ceca e Belgio, il film è, con il remake L'ultimo guerriero (Les Visiteurs en Amérique, 2001), il secondo film della serie a non essere girato in Francia. Il film segna il ritorno alla regia di Jean-Marie Poiré, dopo una pausa di circa 14 anni.

## Accoglienza
Per pareggiare il costo del film di 25 milioni di euro, la produzione aveva richiesto almeno 5 milioni d'incassi cinematografici, ma con poco più di 2 milioni di incassi il film è stato un fallimento commerciale.